# Burgstall Felsenberg
Der Burgstall Felsenberg liegt südlich des Weilers Bossarts und nordöstlich von Niederdorf bei Wolfertschwenden im schwäbischen Landkreis Unterallgäu.

## Geografische Lage
Der Burgstall der Spornburg liegt auf der Bossarter Höhe bei 756 m ü. NN über einer etwa 15 Meter hohen Steilwand. In der Nähe der Burg befinden sich die Geologischen Orgeln.

## Geschichte
Die Burg war ein Lehen des Klosters Ottobeuren. Aus dem Jahr 1370 ist ein Rüger I. von Felsenperoh (Felsenberg) überliefert. Bereits 1424 war die Burg verfallen. Ab diesem Jahr war die Burg bereits als Burgstall im Besitz des Klosters Ottobeuren. Im Jahr 1815 waren noch der Wall und Graben zu erkennen. Der Burgstall steht heute unter Denkmalschutz.